# 와이가오차오 발전소
와이가오차오 발전소(중국어 간체자: 外高桥发电厂, 병음: Wàigāoqiáo Fādiànchǎng)는 중국 상하이시 푸둥 신구에 있는 석탄 화력 발전소이다. 5,000 MW의 설비 용량으로 세계에서 7번째로 큰 석탄 화력 발전소이다. (이 명칭은 궈뎬 베이룬 발전소, 궈화 타이산 발전소, 자싱 발전소와 공유한다.) 이 발전소는 매년 최대 11.4 TWh의 에너지를 생산한다. 이 발전소는 지역 전력 회사인 중국전력투자공사가 소유하고 있다.

## 교통
이 발전소는 상하이 지하철 와이가오차오 자유무역구 북역에서 북동쪽으로 도보 거리에 있다.

## 같이 보기
- 석탄 화력 발전소 목록
- 세계 최대 발전소 목록
- 중국의 발전소 목록